# Manasse d'Arles
Manasse d'Arles (Arles, ... – Arles, 959) è stato un arcivescovo cattolico francese.

## Biografia
Manasse, originario della Francia, venne nominato vescovo di Trento, di Mantova e di Verona nel 935 dallo zio Ugo di Provenza, re d'Italia, e quindi arcivescovo di Milano da Lotario, suo cugino. Manasse era infatti figlio di Teutperga, sorella di Ugo di Provenza, mentre suo padre era Guarinus de Troyes, conte di Troyes e Sens, che era morto in battaglia combattendo contro i Normanni nel 925.
Eletto arcivescovo di Milano nel 948, mantenne anche il titolo di arcivescovo di Arles (che ricopriva dal 920) sino alla morte.
Lotario concesse a Manasse anche il diritto di coniare monete per la propria arcidiocesi, diritto che poi passò al Comune di Milano quando questo venne istituito in epoche successive.
Manasse non fu molto presente sul territorio milanese e la sua elezione ebbe più che altro il valore politico di rafforzare il potere di Ugo di Provenza in Italia e su Milano. La sua nomina, infatti, aveva suscitato un'opposizione notevole da parte del clero e del popolo milanese che voleva invece un vescovo milanese e che elesse Adelmano nel 948.
Fu invece assai presente nelle altre aree assegnategli, in particolare a Trento.
Nel 945, Manasse cambiò partito (ai danni dello zio) schierandosi dalla parte del futuro imperatore Ottone I, che sosteneva Berengario d'Ivrea contro re Ugo, e permettendogli il passaggio in Italia attraverso il Brennero.
Perse il controllo del vescovato di Trento nel 951, quando la Marca di Verona venne aggregata al Ducato di Baviera da Ottone I.
Morì probabilmente nel 959 ad Arles.